# リッカルド・カラフィオーリ
リッカルド・カラフィオーリ（Riccardo Calafiori，2002年5月19日 - ）は、イタリア・ローマ出身のサッカー選手。プレミアリーグ・アーセナルFC所属。イタリア代表。ポジションはディフェンダー (LSB, CB)。

## 略歴

### ASローマ時代
ASローマのユース出身で、2018年6月16日にプロ契約を締結した。10月2日に選手生命が絶たれかねない膝の大怪我を負った。
2020年8月1日、ユヴェントス戦に出場し、プロデビューとセリエAデビューを果たした。この試合では、コーナーキックからゴールを挙げたが、その前にボールがラインを割っていたため、ゴールは認められなかった。その後PKを獲得し、そのPKをディエゴ・ペロッティが決めた。
2020年11月27日、UEFAヨーロッパリーググループA第4節CFRクルージュ戦で先発出場し、ヨーロッパリーグデビューを飾ると、12月3日の第5節、BSCヤングボーイズ戦で先発出場し、59分に決勝点となるミドルシュートを決め、ヨーロッパリーグ初ゴールを記録した。2022年1月14日、ジェノアCFCにレンタル移籍した。

### FCバーゼル時代
2022年8月30日、FCバーゼルに移籍した。

### ボローニャFC時代
2023年8月31日、ボローニャFCに移籍した。2023-24シーズン、リーグ戦30試合2ゴール5アシストを記録し、ローマ、ラツィオらを抑え5位入り＆UEFAチャンピオンズリーグ出場権を獲得するのに貢献した。その活躍から23-24シーズンのセリエA年間ベストイレブンに選出された。

### アーセナルFC時代
2024年7月29日、カラフィオーリはプレミアリーグのアーセナルFCと長期契約を結び、移籍金は4200万ポンドと報じられた。 2024年8月24日、アストン・ヴィラFC戦でアーセナルデビューを果たした。 9月22日、アーセナルでの初先発試合となったマンチェスター・シティFC戦で、エティハド・スタジアムにてチームの2点目を決め、2-2の引き分けに貢献した。ゴールはガブリエウ・マルティネッリの落としパスを受け、ペナルティエリア外からのシュートだった。 2025年1月25日、カラフィオーリはアーセナルでの2点目を記録し、ウォルヴァーハンプトン・ワンダラーズFCとのアウェー戦で74分に決勝ゴールを決めた。さらに2か月後の3月4日、チャンピオンズリーグ・ラウンド16のPSVアイントホーフェン戦で自身初のCLゴールを決め、7-1のアウェー勝利に貢献した。

## 代表経歴
UEFA EURO 2024で代表メンバー入りし、大会開幕直前の2024年6月4日に行われた親善試合トルコ戦の85分にフェデリコ・ディマルコとの交代で途中出場し、A代表デビューを飾った。
EURO 2024では、グループリーグ初戦からスタメンで出場した。2戦目ではオウンゴールを記録してしまったが、決勝トーナメント進出をかけた第3節クロアチア戦では、試合終了間際にマッティア・ザッカーニの同点ゴールをアシストして決勝トーナメント進出に大きく貢献した。カラフィオーリは、この大会でブレイクを果たしたが、累積警告による出場停止で欠場した決勝トーナメント1回戦でチームは敗退した。
2024年9月6日、UEFAネーションズリーグでのフランス戦で同選手はウスマン・デンベレとの接触で負傷し、途中交代をした。

## 個人成績

### クラブ
2024年6月25日現在
| クラブ             | シーズン     | リーグ戦       | リーグ戦 | リーグ戦 | カップ戦 | カップ戦 | 国際大会 | 国際大会 | その他 | その他 | 合計 | 合計 |
| クラブ             | シーズン     | ディビジョン   | 出場     | 得点     | 出場     | 得点     | 出場     | 得点     | 出場   | 得点   | 出場 | 得点 |
| ------------------ | ------------ | -------------- | -------- | -------- | -------- | -------- | -------- | -------- | ------ | ------ | ---- | ---- |
| ASローマ           | 2019-20      | セリエA        | 1        | 0        | -        | -        | -        | -        | -      | -      | 1    | 0    |
| ASローマ           | 2020-21      | セリエA        | 3        | 0        | -        | -        | 5        | 1        | -      | -      | 8    | 1    |
| ASローマ           | 2021-22      | セリエA        | 6        | 0        | -        | -        | 3        | 0        | -      | -      | 9    | 0    |
| ASローマ           | 通算         | 通算           | 10       | 0        | -        | -        | 8        | 1        | -      | -      | 18   | 1    |
| ジェノアCFC (loan) | 2021-22      | セリエA        | 3        | 0        | -        | -        | -        | -        | -      | -      | 3    | 0    |
| FCバーゼル         | 2022-23      | スーパーリーグ | 23       | 0        | 3        | 0        | 8        | 1        | -      | -      | 34   | 1    |
| FCバーゼル         | 2023-24      | スーパーリーグ | 3        | 0        | -        | -        | 1        | 0        | -      | -      | 4    | 0    |
| FCバーゼル         | 通算         | 通算           | 26       | 0        | 3        | 0        | 9        | 1        | -      | -      | 38   | 1    |
| ボローニャFC       | 2023-24      | セリエA        | 30       | 2        | 3        | 0        | -        | -        | -      | -      | 33   | 2    |
| キャリア通算       | キャリア通算 | キャリア通算   | 69       | 2        | 6        | 0        | 17       | 2        | -      | -      | 92   | 4    |

### 代表
出場大会
- イタリア代表

2024年 - UEFA EURO 2024（ベスト16）
試合数
2024年6月25日現在
- 国際Aマッチ 5試合0得点（2024年 - ）

| イタリア代表 | 国際Aマッチ | 国際Aマッチ |
| 年           | 出場        | 得点        |
| ------------ | ----------- | ----------- |
| 2024         | 5           | 0           |
| 通算         | 5           | 0           |